# Chloris lobata
Chloris lobata är en gräsart som beskrevs av Michael Lazarides. Chloris lobata ingår i släktet kvastgrässläktet, och familjen gräs. Inga underarter finns listade i Catalogue of Life.